# Paquito Moreno
Francisco Moreno Gómez (Madrid, España, 15 de septiembre de 1942-ib., 20 de julio de 2013), conocido como Paquito, fue un futbolista español que jugaba como delantero.

## Trayectoria
Debutó como profesional en 1963 con el Ontinyent C. F., después de haberse formado en las categorías inferiores del Real Madrid C. F. En 1965 se incorporó a la A. D. Rayo Vallecano y, tras jugar durante una temporada en el club de Vallecas, fichó por el C. E. Europa, equipo con el que descendió a Tercera División. Posteriormente, dejó el club para unirse a las filas del Real Sporting de Gijón, con el que jugó hasta 1973, y donde consiguió un ascenso a Primera División. Tras su etapa en el Sporting fichó por el Club Gimnàstic de Tarragona.

## Clubes
| Club                        | País   | Año       | Partidos | Goles |
| --------------------------- | ------ | --------- | -------- | ----- |
| Ontinyent C. F.             | España | 1963-1965 | 31       | 10    |
| A. D. Rayo Vallecano        | España | 1965-1966 | 20       | 3     |
| C. E. Europa                | España | 1966-1968 | 58       | 11    |
| Real Sporting de Gijón      | España | 1968-1973 | 87       | 23    |
| Club Gimnàstic de Tarragona | España | 1973-1975 | 35       | 5     |
| C. D. Pegaso                | España | 1975-1977 |          |       |

## Palmarés

### Campeonatos nacionales
| Título           | Club                   | País   | Año  |
| ---------------- | ---------------------- | ------ | ---- |
| Segunda División | Real Sporting de Gijón | España | 1970 |